# Кременчуцький Максим Леонідович
Максим Леонідович Кременчуцький (нар. 25 січня 1986, Кремінна) — український футболіст, що грає на позиції півзахисника. Відомий за виступами у низці українських клубів, переважно у першій лізі, зокрема луганську «Зорю», «Олександрію» та «Нафтовику-Укрнафті».

## Клубна кар'єра
Максим Кременчуцький народився у Кремінній, і розпочав свої заняття футболом у місцевій ДЮСШ, де його першим тренером був Микола Карманов. Після року занять у ДЮСШ разом із групою хлопців із Луганщини був запрошений до московської футбольної школи «Голеадор», та продовжував навчання у ній протягом трьох років до її розформування. Після розформування московської школи продовжив заняття в Луганському спортінтернаті. Ще під час навчання у спортінтернаті запрошувався до складу луганської «Зорі», проте грав або за її дублюючий склад, або за фарм-клуб «Зоря-Гірник», які виступали на аматорському рівні. За луганську команду зіграв усього 8 матчів у першій лізі, і з 2003 року віддавався в оренду до інших клубів. У кінці 2003 року зіграв 2 матчі у другій лізі за ровеньківський «Авангард-Інтер», а в 2005 році грав за також за друголігову бородянську «Освіту». У 2007 році футболіст також на засадах оренди став гравцем луцької «Волині», яка на той час грала у першій лізі, але за клуб зіграв лише 2 матчі, та покинув клуб. Із початку 2008 року виступав у складі харківської першолігової команди «Геліос». На початку 2009 року контракт із луганською командою закінчився, і Максим Кременчуцький на запрошення тодішнього тренера клубу Юрія Коваля став гравцем клубу «Олександрія» з однойменного міста. В олександрійській команді футболіст грав протягом трьох років, у сезоні 2011—2012 року разом із командою став переможцем першої ліги, та виграв путівку до Прем'єр-ліги. Проте після виходу клубу до найвищого дивізіону Кременчуцький грав переважно за дублюючий склад команди, а в Прем'єр-лізі зіграв лише 1 матч проти київського «Динамо», вийшовши на заміну замість Андрія Гітченко. Причиною цього сам футболіст називав чисельні травми та тривале відновлення після них. На початку 2012 року за обопільною згодою Кременчуцький покинув «Олександрію», а в березні 2012 року стає гравцем охтирської команди «Нафтовика-Укрнафти». Щоправда, і в новому клубі не обійшлось без травм. У 2014 році футболіст перейшов до іншого першолігового клубу — «Суми» із однойменного обласного центру, проте за нову команду зіграв лише 6 матчів, та покинув клуб. У 2016—2020 грав у клубах, створених окупаційною владою так званої ЛНР.

## Досягнення
- Переможець Чемпіонату України з футболу 2011—2012 в першій лізі.